# Tamara Tumanova
Tamára Vladimirovna Tumánova (nata Chasidovič; in russo Тамара Владимировна Туманова?; Tjumen', 2 marzo 1919 – Santa Monica, 29 maggio 1996) è stata una ballerina, coreografa e attrice sovietica naturalizzata statunitense di origine russo-georgiana.

## Biografia
Tamara Tumanova, nata Tamara Vladimirovna Chasidovič, nacque a Tjumen', in Siberia, nell'allora Russia sovietica, dal colonnello russo Vladimir Chasidovič, cavaliere di san Giorgio, e dalla ex nobildonna georgiana Evgenija Tumanišvili, che prima della rivoluzione d'Ottobre godeva del titolo di principessa.
Durante la Rivoluzione la famiglia di Tamara rimase divisa a causa della guerra e si ricongiunse quando lei aveva 18 mesi, per poi lasciare la Russia, rifugiandosi a Shanghai per un anno, successivamente al Cairo e, infine, a Parigi, che all'epoca ospitava una numerosa colonia di emigrati russi.

### Carriera artistica

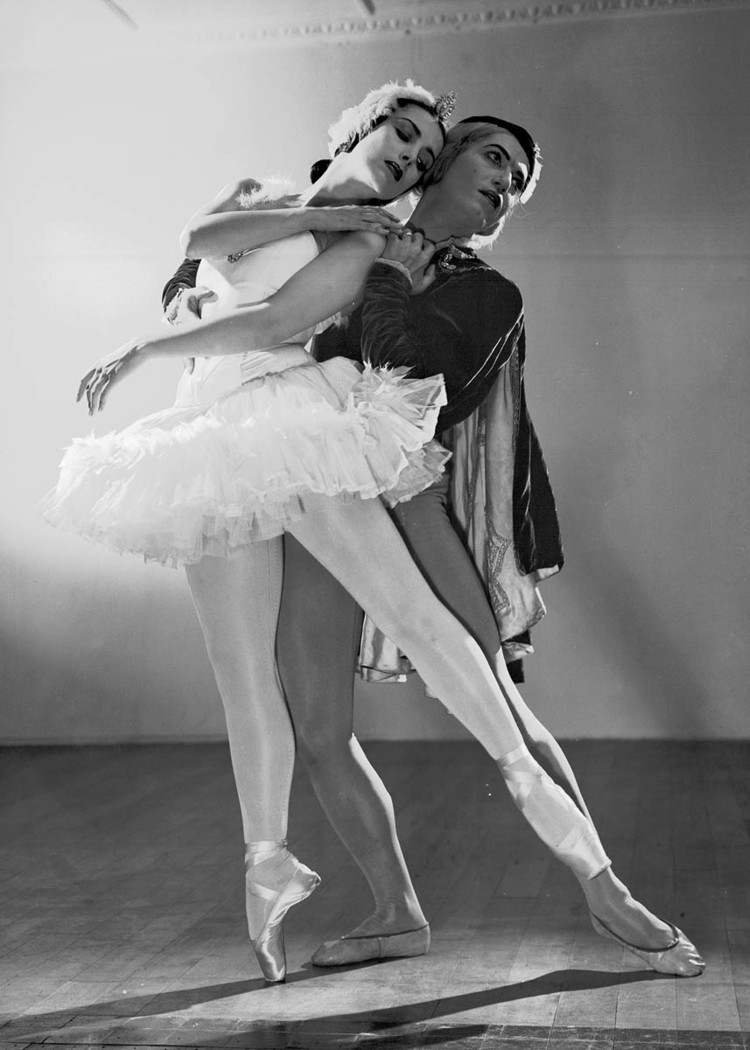
Tamara Tumanova e Serge Lifar

A Parigi, prese lezioni di pianoforte e di danza da Ol'ga Preobraženskaja, che suggerì alla giovane lo pseudonimo di Tumanova (o, in francese, Toumanova) riprendendo il cognome di sua madre.
Debuttò sulle scene a dieci anni all'Opéra, dove fu notata da Balanchine che, nel 1933, la prese in compagnia nel Ballet Russe de Monte Carlo come una delle tre ballerine bambine, assieme a Tatiana Riabouchinska e Irina Baronova.
Balanchine creò per lei il ruolo della fanciulla nel balletto Cotillon. Bruna, dagli intensi occhi scuri e dalla carnagione chiara, Toumanova venne soprannominata "la perla nera del balletto russo". Per Balanchine fu protagonista anche del Borghese gentiluomo e per lei venne creato il ruolo in Le Palais de cristal. Léonide Massine, che sostituì Balanchine, lavorò a stretto contatto con lei nel creare alcuni dei suoi balletti.

### Carriera cinematografica
Tamara Tumanova apparve sul grande schermo in sette film statunitensi dal 1942 al 1970. Nel 1954 fu la cantante e ballerina Gaby Deslys, celebre negli anni dieci, in Così parla il cuore di Stanley Donen, mentre due anni dopo apparve in Trittico d'amore di Gene Kelly. Ebbe una parte non marginale in Il sipario strappato (1966) di Alfred Hitchcock, ove interpretò l'altezzosa ballerina comunista e primadonna di un balletto russo, che denuncia alle autorità il tentativo di fuga da Berlino Est da parte degli scienziati americani Paul Newman e Julie Andrews, anche per ripicca nei loro confronti, per essere stata ignorata da fotografi e giornalisti a tutto vantaggio degli scienziati.
Il suo ultimo ruolo, nel 1970, fu una breve ma gustosa partecipazione in Vita privata di Sherlock Holmes, di Billy Wilder, nel ruolo di madame Petrova, matura ballerina russa prossima al ritiro e che, senza successo, offre al celebre investigatore inglese un prezioso violino Stradivari e un romantico viaggio a Venezia, in cambio della disponibilità a concepire un figlio, che avesse avuto la grazia e la bellezza di lei e la raffinata intelligenza di lui.

### Morte
Tamara Tumanova morì a Santa Monica, in California, il 29 maggio 1996 all'età di 77 anni.

## Vita privata
Sposò nel 1944 lo sceneggiatore e produttore cinematografico Casey Robinson, da cui poi divorziò,

## Filmografia
- Spanish Fiesta, regia di Jean Negulesco (1942)
- Tamara figlia della steppa (Days of Glory), regia di Jacques Tourneur (1944)
- Parata di splendore (Tonight We Sing), regia di Mitchell Leisen (1953)
- Così parla il cuore (Deep in My Heart), regia di Stanley Donen (1954)
- Trittico d'amore (Invitation to the Dance), regia di Gene Kelly (1956)
- Il sipario strappato (Torn Curtain), regia di Alfred Hitchcock (1966)
- Vita privata di Sherlock Holmes (The Private Life of Sherlock Holmes), regia di Billy Wilder (1970)

## Doppiatrici italiane
- Dhia Cristiani in Tamara figlia della steppa
- Tina Lattanzi in Parata di splendore